# Bar Mitzvah Boy
Bar Mitzvah Boy — мюзикл, основанный на телевизионном спектакле Джека Розенталя, слова Дона Блэка, музыка Жюля Стайна.

## Сюжет
Еврейский подросток Элиот Грин убегает из синагоги, где он должен был пройти обряд бар-мицвы. Это приводит в ужас его родителей среднего достатка, которые вложили большие средства в роскошную вечеринку по случаю его совершеннолетия. Оглядываясь на мир взрослых, Элиот Грин сомневается, сможет ли он найти в нём своё место.

## Постановки
Премьера прошла 31 октября 1978 в Театре Её Величества, где мюзикл выдержал 78 спектаклей. В актерский состав вошли Барри Энджел, Джойс Блэр, Зила Кларк, Леони Косман, Рэй К. Дэвис, Гордон Фейт, Эшли Найт, Бенни Ли, Барри Мартин, Вивьен Мартин, Гарри Тауб, Керри Шейл и Питер Уитмен. Звукозаписывающая студия CBS выпустила альбом с записью лондонского каста.
Американизированная версия Мартина Готфрида перенёсла действие из Великобритании 1970 года в Бруклин 1946 года, но основной сюжет остался прежним.
Офф-Бродвейская постановка режиссёра Роберта Калфина, открылась 10 июня 1987 года в Американском еврейском театре в Нью-Йорке. В актерский состав вошли Питер Смит в роли Элиота, а также Ларри Кит, Мэри Гутци, Мэри Стаут, Майкл Коун, Майкл Каллан, Элеонора Рейсса, Дэниел Маркус, Кимберли Стерн и Рубен Шафер.
26 января 2007 года в Chelsea Studios в Нью-Йорке состоялась читка обновленного сценария под руководством режиссёра Стаффорда Аримы, в которой приняли участие Фэйт Принс, Дэниел Райхард и Питер Фридман.

## Музыкальные номера
- Why?
- If Only A Little Bit Sticks
- The Bar Mitzvah of Eliot Green
- This Time Tomorrow
- Thou Shalt Not
- The Harolds Of This World
- We’ve Done Alright
- Simchas
- You Wouldn’t Be You
- Rita’s Request
- Where is the Music Coming From?
- The Sun Shines Out of Your Eyes
- I’ve Just Begun